# 25100 Чжайвейчао
25100 Чжайвейчао (25100 Zhaiweichao) — астероїд головного поясу, відкритий 14 вересня 1998 року.
Тіссеранів параметр щодо Юпітера — 3,494.